# Трахіхтові
Трахіхтові (Trachichthyidae) — родина риб ряду Беріксоподібні (Beryciformes). Включають понад 50 видів в 8 родах.

## Опис
Трахіхтові — високотілі риби з великою головою, на якій добре розвинена система слизових каналів, розташованих на костях черепа. Тулуб у них покритий грубою, щільно сидячою лускою, а на нижньому краї черева розташований ряд збільшеної луски, що утворять своєрідний гребінчастий кіль. Черевні плавці складаються з однієї колючки й 6-7 м'яких променів. Забарвлення цих риб, як правило, червонувате або буре. Розміри різних трахіхтів коливаються від 15 до 50 см (найбільшим видом є, очевидно, Hoplostethus gigas).

## Поширення
Поширені у всіх тропічних районах Світового океану. Особливо багато видів відзначено для субтропічної зони південної півкулі (Південна Африка, Австралія, Нова Зеландія). Майже всі трахіхтові належать до числа напівглибоководних риб, найбільш звичайних у нижній частині шельфу й над його зваленням на глибині 150- 800 м, але окремі види (наприклад, австралійський Trachichthys australis) зустрічаються й на прибережному мілководді.

## Значення
Трахіхтові зрідка ловляться при глибоководному траловому лові, але через нечисленність не мають промислового значення. М'ясо їх, втім, цілком їстівне й навіть смачне.